# Philophylla taylori
Philophylla taylori
 es una especie de insecto del género Philophylla de la familia Tephritidae del orden Diptera. 
Hardy y Adachi la describieron científicamente por primera vez en el año 1939.